# Велленга, Маттейс
Маттейс Велленга (нидерл. Matthijs Vellenga; 29 октября 1977 года, Грейпскерк, Гронинген) — голландский спортсмен, гребец, многократный призёр чемпионатов мира по академической гребле (2005, 2006, 2007). Серебряный призёр Летних Олимпийских игр 2004 года. С 2008 года стал заниматься триатлоном.

## Биография
Маттейс Велленга родился 29 октября 1977 года в нидерландском городе Грепскерк провинции Гронинген. Тренировался на базе клуба «Skoell AASRV» в Амстердаме. Профессиональную карьеру гребца начал с 1996 года. Женат, в браке трое детей (мальчики близнецы 2009 г. р., девочка — 2014 г. р.).
Первым соревнованием международного уровня, в котором Велленга принял участие, был IV-й этап кубка мира по академической гребле 2001 года, проходивший в немецком городе Мюнхен. Во время финального заплыва группы F его команда с результатом 06:58.810 заняла четвёртое место и выбыла из дальнейшей борьбы.
Единственная олимпийская медаль в активе Велленга была добыта на Летних Олимпийских играх 2004 года в Афинах. Голландская восьмёрка с рулевым в финальном заплыве пришла второй. С результатом 5:43.75 они выиграли серебряный комплект наград, уступив первенство соперникам из США (5:42.48 — 1-е место).
Первая медаль на чемпионате мира по академической гребле была добыта в 2005 году. Во время соревнований, что проходили в японском городе Кайдзу, в финальном заплыве с результатом 6:13.23 голландская четвёрка заняла второе место, уступив первенство гребцам из Великобритании (6:11.59 — 1-е место), но обогнав соперников из Канады (6:16.02 — 3-е место).